# Вилла Лахузен
Вилла Лахузен (нем. Villa Lahusen) — двухэтажный особняк в нижнесаксонском городе Дельменхорст, располагавшийся рядом со зданием бывшей фабрики «Nordwolle». «Вилла при фабрике», построенная хозяином предприятия в 1886 году, является городским памятником архитектуры.

## История и описание
В 1886 года Криштиан Лахузен заказал постройку собственной резиденции в Дельменхорсте рядом с фабрикой «Norddeutsche Wollkämmerei & Kammgarnspinnerei» (Nordwolle): в тот период частой практикой было строить виллу хозяина производства рядом с самим предприятием. Вилла, сад которой был создан в 1893 году, заметно отличается от соседних производственных площадок своим внешним видом и была расположена так, чтобы не подвергаться воздействию вредного производства. Первоначальное здание вилла напоминало небольшой загородный дом. В 1888 году основатель компании Криштиан Лахузен передал управление фирмой своему сыну Карлу; у Карла, переехавшего на виллу с женой, в последующие 23 года появилось девять детей. В результате к 1910 году здание было перестроено и существенно расширено, став особняком для большого семейства. После смерти Карла, его сын и преемник Георг Карл Лахузен перенес резиденцию семьи во дворец Хоэхорст, недалеко от коммуны Шваневеде. Сегодня здание в Дельменхорсте находится в частной собственности и разделено на более чем 14 квартир и апартаментов.